# Habropogon namibiensis
Habropogon namibiensis là một loài ruồi trong họ Asilidae. Habropogon namibiensis được Londt miêu tả năm 1999. Loài này phân bố ở vùng nhiệt đới châu Phi.